# 弟兄山镇
弟兄山镇，是中华人民共和国辽宁省丹东市凤城市下辖的一个乡镇级行政单位。

## 名称由来
弟兄山境内山峦起伏，沟谷纵横，最高峰弟兄山海拔780.5米，有两个形状相似，一高一低的两个主峰，如同兄弟一般并肩而立，因此称为弟兄山，弟兄山镇亦由此得名。

## 政区沿革
1945年冬，组建万全区政府，隶属赛马县。
1946年5月，万泉区改为双河区。
1957年3月，成立弟兄山乡，隶属通远堡区。
1958年9月19日，成立了人民公社，划归通远堡公社。61年7月，弟兄山由通远堡分出，成立了弟兄山人民公社，驻地在闫家围子。
1983年8月,弟兄山公社改为弟兄山乡。辖11个村民委员会。
1984年5月20日，弟兄山乡改为弟兄山镇，1986年9月20日又改为弟兄山满族镇，简称弟兄山镇。

## 自然地理
弟兄山镇东与大兴镇接壤，南与刘家河镇交界，西和通远堡镇毗邻，北与本溪满族自治县草河城镇相连。
弟兄山镇属于山区，境内有草河、八道河通过，河流两岸，多年淤积而成的砂壤土土质肥沃。山多林茂，矿产资源丰富。
该镇气候比较温和，属于温带季风气候，年平均气温为6.8℃，历史最高气温34.3℃，最低气温-33.9℃。全年无霜期平均为148天，年降水量为850mm。

## 人口面积
全镇总人口17545人。
全镇东西长30公里，南北宽22公里。总面积224平方公里。

## 名胜古迹
弟兄山镇境内的闫家堡、陈家九组前山等处现今残存着唐代的烽火台遗址。在马坊村后山存有古代城墙遗址，据论证认定为唐代古城遗址。

## 行政区划
弟兄山镇下辖以下地区：
张家沟社区、陈家村、教家村、东兴村、马坊村、草河岭村、向前村、西车村和和平村。